# Listă de localități din Arizona, SUA
Această pagină conține o listă de localități din statul Arizona.

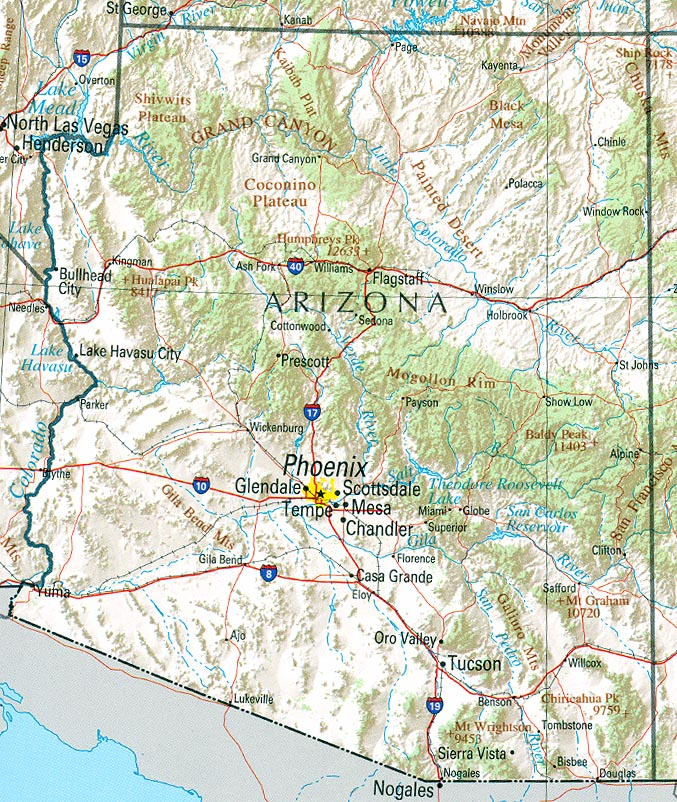
Harta fizică a statului Arizona.

| - Aguila - Ajo - Alpine - Apache Junction - Ash Fork - Avondale - Bagdad - Benson - Bisbee - Black Canyon City - Bouse - Brenda - Buckeye - Bullhead City - Camp Verde - Carefree - Casa Grande - Cave Creek - Chandler - Chinle - Chino Valley - Chloride - Clarkdale - Congress - Coolidge - Cottonwood - Crown King - Douglas | - Duncan - Eager - Ehrenberg - El Mirage - Elgin - Eloy - Flagstaff - Florence - Fountain Hills - Gila Bend - Gilbert - Glendale - Globe - Goodyear - Geen Valley - Greer - Guadalupe - Heber - Hoolbrook - Hope - Huachuca City - Jerome - Kayenta - Kearny - Kingman - Lake Havasu City - Lake Powell - Laveen | - Litchfield Park - Lukeville - Mammoth - Marana - Mesa - Nogales - Oatman - Oro Valley - Page - Paradise Valley - Parker - Patagonia - Payson - Peoria - Phoenix - Pinetop-Lakeside - Prescott - Prescott Valley - Quartzsite - Queen Creek - Safford - Sahuarita - Salome - Scottsdale - Sedona - Show Low - Sierra Vista - Snowflake | - Somerton - Sonoita - Springerville - St. Johns - Sun City - Sun City West - Supai - Superior - Surprise - South Tucson - Tempe - Thatcher - Tolleson - Tombstone - Tubac - Tuba City - Tucson - Verde Valley - Waddell - Wellton - Wenden - Window Rock - Wickenburg - Willcox - Williams - Winslow - Youngtown - Yuma |